# سولاک
سولاک رودخانه‌ای است در داغستان روسیه.